# Pompeo di Campello
Pompeo di Campello (Spoleto, 15 febbraio 1803 – Spoleto, 24 giugno 1884) è stato un politico italiano e senatore del Regno.

## Biografia
Nativo di Spoleto, e pertanto suddito dello Stato Pontificio, si appassionò presto alla poesia e agli studi classici, pubblicando versi e tragedie di amore patrio, ma povere d'arte.
Dopo aver partecipato ai fallimentari moti del 1831 nell'Italia centrale (durante la quale fu presidente del governo provvisorio spoletino e poi rappresentante della sua città all'assemblea di Bologna, capitale provvisoria degli insorti),  Campello ritornò all'attività letteraria.
Quando nel 1847 divenne papa Pio IX, ritenuto di sentimenti liberali, il patriota umbro ritornò alla politica attiva e in seguito della concessione dello statuto nel marzo 1848, fu eletto al Consiglio dei Deputati dello Stato Pontificio in rappresentanza di Spoleto. Quando in aprile anche l'esercito pontificio partì per la Prima guerra d'Indipendenza in soccorso di Carlo Alberto di Savoia contro l'Austria, Campello fu nominato intendente generale dell'esercito. In tale carica, cercò di ammodernare l'armata papale, finché Terenzio Mamiani lo nominò, nel giugno 1848, ministro delle armi del governo pontificio. Tenne l'incarico anche durante l'invasione austriaca che portò alla parziale occupazione delle Legazioni, finché il 6 agosto, dopo aver emanato un proclama non autorizzato che incitava la popolazione a resistere agli invasori, fu costretto a dimettersi. Il 16 novembre 1848 ritornò al ministero, tentando di riorganizzare le milizie papali, rimanendo in carica anche con l'avvento della Repubblica romana, fino a quando il comitato esecutivo lo inviò a Bologna per assumere il comando delle truppe che dovevano affrontare gli austriaci. Tuttavia Campello chiese e ottenne di essere sostituito, ritirandosi a Spoleto, senza nemmeno partecipare ai lavori dell'Assemblea costituente.
Dopo la caduta della Repubblica romana nel luglio 1849, il patriota umbro tentò di espatriare in Toscana, ma fu arrestato dagli austriaci; liberato per intervento del ministro degli esteri asburgico, Paolo III Antonio Esterházy di Galantha, che era suo parente, riparò prima a Corfù e poi nuovamente in Toscana, da dove però venne espulso. Chiese dunque asilo politico nel Regno di Sardegna, dove fece rappresentare alcune sue opere drammatiche. Successivamente si trasferì per qualche anno in Francia e solo il 17 ottobre 1860 rientrò a Spoleto, in veste di commissario regio di Vittorio Emanuele II, con l'incarico di preparare l'annessione del territorio al Piemonte.
Fu nominato senatore del Regno di Sardegna il 20 gennaio 1861, due giorni dopo le elezioni per il nuovo Parlamento, che il 17 marzo 1861 proclamarono il Regno d'Italia. Infine, dall'aprile all'ottobre 1867, fu Ministro degli Affari Esteri del Regno d'Italia nel Governo Rattazzi II.
Ritiratosi a vita privata, Campello morì nella natia Spoleto il 24 giugno 1884, a 81 anni.
Le sue opere poetiche sono state giudicate modeste, mentre più fortuna hanno avuto le sue tragedie che furono pubblicate sotto il titolo Componimenti drammatici. Suoi manoscritti e documenti, compresi nell'Archivio Campello, nel 1977 sono confluiti nella sezione di Archivio di Stato di Spoleto.